# Patrizius (Sänger)
Walter Leykauf (* 8. Juni 1942 in Regensburg) ist ein seit den 1950er Jahren auftretender deutscher Sänger, Komponist, Musikverleger und Moderator, der auch unter dem Künstlernamen Patrizius auftritt.

## Leben
Walter Leykauf wurde in den 1950er Jahren Mitglied der Nilsen Brothers, die durch Titel wie Tom Dooley und Aber Dich gibt’s nur einmal für mich (1965) Popularität erlangten. Nach 1972 trat Leykauf unter dem Pseudonym Patrick Nilsen als Autor, Komponist und Solist in Erscheinung. 1974 gewann er den Schlagerwettbewerb Musica 74, später schloss er sich der Gruppe Viel-Harmoniker an. 1984 startete Walter Leykauf als Patrizius eine neue Solokarriere und widmete sich der volkstümlichen Musik. Daneben komponiert er auch für andere Interpreten und erreichte vordere Plätze beim Grand Prix der Volksmusik, Leykauf nahm als Sänger selbst viermal am Wettbewerb teil. 1986 war Leykauf als Fernsehmoderator für den Hessischen Rundfunk tätig und moderierte die Reihe Nachbarn kommt rüber – wir machen Musik im Abendprogramm der ARD.
Leykauf tritt nach wie vor auf. In Berg am Starnberger See betreibt er einen Musikverlag. Leykauf erhielt im Laufe seiner Karriere Goldene Schallplatten.

## Diskografie (Auswahl)
- Der Schotte auf dem Wendelstein, 1987
- Wir jodeln auf dem Popocatepetl, 1988
- Freunde fallen nicht vom Himmel, 1990
- So wie damals Hermann Löns, 1991
- Führ’ deine Frau mal wieder aus, 1992
- Bring mir Glück, Christopherus, 2000
- Allein die Liebe zählt, 2003
- Wohin dein Herz dich trägt, 2005